# Roßdorf (bij Genthin)
Roßdorf is een plaats en voormalige gemeente in de Duitse deelstaat Saksen-Anhalt, en maakt deel uit van de Landkreis Jerichower Land.
Roßdorf telt 525 inwoners.